# Brachyscelus rapax
Brachyscelus rapax is een vlokreeftensoort uit de familie van de Brachyscelidae. De wetenschappelijke naam van de soort is voor het eerst geldig gepubliceerd in 1879 door Claus.